# Mariza (futebolista)
Mariza Nascimento Silva, ou apenas Mariza (Imperatriz, 8 de novembro de 2001) é uma futebolista brasileira que atua como zagueira. Atualmente defende a camisa do Corinthians, de São Paulo.

## Carreira

### Início de carreira
Aos seis anos de idade, Mariza iniciou seu contato com o futebol ao ingressar na Escolinha de Futebol do Marilia, na sua cidade natal, Imperatriz. Aos nove anos, sua carreira de fato teve início no clube Marília. Em seguida, se transferiu para o EG Sports, também de Imperatriz. 
Aos doze anos de idade, passou a disputar seus primeiros campeonatos oficiais. Aos quinze, pelo JV Lideral, disputou o Campeonato Maranhense, sendo campeã. No ano seguinte, foi transferida para o São José, de São Paulo, atuando pelo sub-17 do clube, disputando a Copa do Brasil, seu primeiro torneio nacional. Nesse período, a jogadora também passou a defender a camisa da seleção brasileira de base, já que era formada à época pelo clube de São José dos Campos.
Em 2018, Mariza passou a atuar pelo Chapecoense, de Santa Catarina, no sub-18 e, posteriormente, pelo profissional do clube.

### Grêmio
Chegando em agosto de 2019 no Grêmio, do Rio Grande do Sul, Mariza começou a ganhar mais espaço no clube no final dessa temporada. Nesse período, Mariza se destacou como meio-campista. No final de 2020, foi anunciado que Mariza renovaria seu contrato para a próxima temporada.
Na temporada de 2021, Mariza de destacou por ser a segunda atleta com mais assistências pelo clube em seu período no Tricolor Gaúcho. A jogadora deixou o clube junto com diversas outras baixas no fim desse ano.

### Seleção brasileira sub-20
Em fevereiro de 2020, Mariza foi convocada para a Seleção Brasileira de Futebol Feminino Sub-20, para representar o Brasil no Campeonato Sul-Americano Sub-20 daquele ano. Em sua estreia, como reserva de Angelina, o Brasil venceu o Peru por 3 a 0. Pelo resto da fase de grupos, a seleção venceu o Paraguai por 4 a 1. Mariza não participou do terceiro jogo, no 6 a 0 contra o Uruguai, mas voltou para a rodada final como titular, batendo o Chile por 2 a 0.
Apesar da classificação para a etapa final, o Campeonato foi cancelado devido à pandemia de COVID-19 na América do Sul.

### Corinthians
Em 6 de janeiro de 2022, Mariza foi contratada pelo Corinthians e, sob o treinamento do técnico Arthur Elias, passou a jogar como zagueira titular, devido a sua qualidade no passe e na saída de bola. Como zagueira, a atleta passou a ter mais oportunidades no clube.
Durante a temporada de 2023, a jogadora disputou a Supercopa, o Brasileirão, o Paulistão e a Libertadores.
No dia 4 de outubro de 2023, Mariza renovou seu contrato com o clube até o dia 31 de dezembro de 2025.

## Títulos

### Profissional

#### Corinthians
- Copa Libertadores: 2023, 2024
- Supercopa do Brasil: 2022, 2023, 2024
- Campeonato Brasileiro: 2022, 2023, 2024
- Campeonato Paulista: 2023
- Copa Paulista: 2022

### Juventude

#### JV Lideral
- Campeonato Maranhense: 2015